# Katlego Mphela
Katlego Abel Mphela (Brits, Provincia del Noroeste, Sudáfrica, 29 de noviembre de 1984) es un exfutbolista sudafricano. Jugaba como delantero y fue internacional con la selección de fútbol de Sudáfrica.

## Trayectoria
Mphela, luego de iniciar su carrera profesional en Jomo Cosmos, jugó en Francia por el Racing Estrasburgo y por el Stade de Reims, sin tener éxito en ambos equipos.
Regresó a Sudáfrica a vestir la camiseta del Supersport United y posteriormente, la del Mamelodi Sundowns. Finalizó la temporada 2009–10 con 17 goles en 30 encuentros lo cual lo convirtió en el máximo goleador de la Premier Soccer League. Ganó el Lesley Manyathela Golden Boot y fue votado el Jugador de jugadores de la temporada de la PSL.
Estuvo a prueba durante una semana con el Celtic, uno de los clubes más poderosos de la Premier League de Escocia. Sin embargo, no pudo ingresar al club y regresó a Sudáfrica.
Tras dos años sin equipo, en agosto de 2019 hizo oficial su retirada para iniciarse como entrenador.

## Selección nacional
Con la selección de Sudáfrica ha jugado en 53 partidos internacionales, marcando 23 goles desde el año 2005 hasta el 27 de enero de 2013. En la Copa FIFA Confederaciones 2009 le marcó dos goles a España en el partido que perdieron 2-3 (el primero después de un centro al área por la izquierda de Siphiwe Tshabalala y el segundo fue un gol de tiro libre desde 35 metros) y les dio a los sudafricanos el cuarto lugar del torneo. Marcó un gol en el tercer partido de la fase grupal de la Copa Mundial de Fútbol de 2010 ante Francia.

### Participaciones en Copas del Mundo
| Mundial                        | Sede      | Resultado    | Partidos | Goles |
| ------------------------------ | --------- | ------------ | -------- | ----- |
| Copa Mundial de Fútbol de 2010 | Sudáfrica | Primera fase | 3        | 1     |

### Participaciones en Copas Africanas
| Copa                           | Sede   | Resultado    | Partidos | Goles |
| ------------------------------ | ------ | ------------ | -------- | ----- |
| Copa Africana de Naciones 2006 | Egipto | Primera fase | 2        | 0     |
| Copa Africana de Naciones 2008 | Ghana  | Primera fase | 1        | 1     |

### Participaciones en Copas Confederaciones
| Copa                           | Sede      | Resultado    | Partidos | Goles |
| ------------------------------ | --------- | ------------ | -------- | ----- |
| Copa FIFA Confederaciones 2009 | Sudáfrica | Cuarto lugar | 2        | 2     |

## Clubes
| Club               | País      | Año         |
| ------------------ | --------- | ----------- |
| Jomo Cosmos        | Sudáfrica | 2003 - 2004 |
| Racing Estrasburgo | Francia   | 2004 - 2005 |
| Stade Reims        | Francia   | 2005 - 2006 |
| Supersport United  | Sudáfrica | 2006 - 2008 |
| Mamelodi Sundowns  | Sudáfrica | 2008 - 2014 |
| Kaizer Chiefs      | Sudáfrica | 2014 - 2015 |
| Royal Eagles       | Sudáfrica | 2015 - 2017 |

## Palmarés

### Campeonatos nacionales
| Título                | Club               | País      | Año  |
| --------------------- | ------------------ | --------- | ---- |
| MTN 8                 | Jomo Cosmos        | Sudáfrica | 2003 |
| Copa de la Liga       | Racing Estrasburgo | Francia   | 2005 |
| Premier Soccer League | Supersport United  | Sudáfrica | 2008 |
| Premier Soccer League | Kaizer Chiefs      | Sudáfrica | 2014 |
| MTN 8                 | Kaizer Chiefs      | Sudáfrica | 2014 |

### Distinciones individuales
| Distinción                                     | Año  |
| ---------------------------------------------- | ---- |
| Novato del año                                 | 2006 |
| Jugador de jugadores de la temporada de la PSL | 2010 |
| Bota de oro de la PSL                          | 2010 |